# 大奧澤拉 (杜布羅維察區)
51°35′19″N 26°57′55″E / 51.58861°N 26.96528°E
大奧澤拉，或意译为大湖村，是烏克蘭西北部的村莊，隸屬里夫內州的薩爾內區（2020年前隸屬杜布羅維察區）。該村始建於1768年，面積1.93平方公里，海拔高度155米，2001年人口871，人口密度每平方公里451.3人。